# Primera División de Bolivia 1983
La LFPB 1983 fue un campeonato de fútbol correspondiente a la 7.ª temporada de la Liga de Fútbol Profesional Boliviano. El campeón nacional fue el Club Bolívar, que obtuvo su 3.º título de Liga y 9.º de Primera División.

## Formato
El campeonato correspondiente a la gestión 1983 se llevó a cabo sin mayores cambios con respecto al de la gestión pasada: Habría una primera fase, que se llamaría Torneo “Bodas de diamante del club The Strongest” y constaría de rondas de ida y vuelta enfrentándose todos contra todos. Los primeros ocho equipos clasificarían a la siguiente fase y el primero de ellos ganaría el torneo, se convertiría en el primer clasificado a la Copa Libertadores de 1984 por Bolivia y además sería el subcampeón Nacional en caso de no clasificar en mejor posición en la siguiente fase. Los últimos cuatro equipos en esta fase afrontarían el sistema de descenso que se acordó en este torneo.
La segunda fase constaría de dos series de cuatro equipos cada una, con los ocho clasificados del anterior torneo, ordenada de la siguiente manera: El primero, el tercero, el quinto y el séptimo en la serie A; y el segundo, el cuarto, el sexto y el octavo en la serie B. Serían cuadrangulares cuyos dos primeros tendrían el derecho de jugar las semifinales del torneo. Las semifinales se jugarían entre el primero de la serie A con el segundo de la serie B y viceversa la otra semifinal. Se jugarían dos partidos, ida y vuelta, y en caso de igualdad de puntos se definiría por el gol diferencia que se logró en la semifinal (no habría un tercer partido). Para terminar la final del Campeonato 1983 se jugaría entre los ganadores de ambas semifinales, en dos partidos ida y vuelta, y en caso de igualdad un tercero definitorio. El ganador de este partido se coronará como campeón del torneo 1983 y el segundo clasificado por Bolivia a la copa Libertadores 1984.
Los equipos habilitados para este torneo fueron 14. Recuérdese que el sistema de puntuación usado entonces daba dos puntos al ganador del partido, ningún punto al perdedor y un punto a ambos en caso de empate.
El campeonato se llevó a cabo sin mayores cambios en su programación previa, debió iniciar el primer domingo de abril de 1983, y así fue, la primera fase comenzó el 3 de abril de 1983 y salvo alguna suspensión de fechas en pos de apoyar a la formación de la selección nacional que enfrentó ese año la Copa América 83, se llevó a cabo regularmente hasta el 6 de octubre, iniciándose la segunda fase de cuadrangulares el 20 de octubre y terminando el 24 de noviembre. Las semifinales se jugaron los días 4 y 8 de diciembre y la final los días 11, 18 y 21 de ese mes.
El sistema de descenso se aplicaría a los últimos cuatro equipos de la primera fase, el último de ellos descendería directamente y sería remplazado al año siguiente por el campeón de la asociación correspondiente, mientras los tres penúltimos, es decir, los que acabaron en el puesto 11, 12 y 13 jugarían el descenso indirecto con los campeones de sus respectivas asociaciones.
En este campeonato hubo dos partidos de desempates, para definir el segundo lugar de la primera fase y para definir el descenso directo (véase más adelante).

## Equipos y Estadios
| Equipo                  | Fundación               | Ciudad     | Estadio                 |
| ----------------------- | ----------------------- | ---------- | ----------------------- |
| 1º de mayo              | Sin datos               | Potosí     | Potosí                  |
| Aurora                  | 27 de mayo de 1935      | Cochabamba | Félix Capriles          |
| Blooming                | 1 de mayo de 1946       | Santa Cruz | Ramón Tahuichi Aguilera |
| Bolívar                 | 12 de abril de 1925     | La Paz     | Simón Bolívar           |
| Chaco Petrolero         | 15 de abril de 1944     | La Paz     | Hernando Siles          |
| Deportivo Municipal     | 20 de octubre de 1944   | La Paz     | Luis Lastra             |
| Guabirá                 | 13 de abril de 1962     | Montero    | Gilberto Parada         |
| Independiente Petrolero | 4 de abril de 1932      | Sucre      | Morro de Surapata       |
| Oriente Petrolero       | 5 de noviembre de 1955  | Santa Cruz | Ramón Tahuichi Aguilera |
| Petrolero               | 16 de abril de 1950     | Cochabamba | Complejo Petrolero      |
| Real Santa Cruz         | 2 de mayo de 1962       | Santa Cruz | Ramón Tahuichi Aguilera |
| San José                | 19 de marzo de 1942     | Oruro      | Jesús Bermúdez          |
| The Strongest           | 8 de abril de 1908      | La Paz     | Hernando Siles          |
| Wilstermann             | 24 de noviembre de 1949 | Cochabamba | Félix Capriles          |

## Primera Fase

### Tabla de posiciones
| Pos | Equipo                     | Pts | PJ | G  | E | P  | GF | GC | Dif |
| --- | -------------------------- | --- | -- | -- | - | -- | -- | -- | --- |
| 1º  | Blooming                   | 42  | 26 | 19 | 4 | 3  | 76 | 21 | 55  |
| 2º  | i)Bolívar                  | 39  | 26 | 15 | 9 | 2  | 57 | 17 | 40  |
| 3º  | i)The Strongest            | 39  | 26 | 16 | 7 | 3  | 58 | 21 | 37  |
| 4º  | Oriente Petrolero          | 32  | 26 | 14 | 4 | 8  | 47 | 26 | 21  |
| 5º  | San José                   | 28  | 26 | 11 | 6 | 9  | 37 | 33 | 4   |
| 6º  | Guabirá                    | 28  | 26 | 10 | 8 | 8  | 34 | 30 | 4   |
| 7º  | Chaco Petrolero            | 28  | 26 | 11 | 6 | 9  | 33 | 43 | -10 |
| 8º  | Aurora                     | 26  | 26 | 10 | 6 | 10 | 46 | 43 | 3   |
| 9º  | Wilstermann                | 25  | 26 | 8  | 9 | 9  | 30 | 26 | 4   |
| 10º | Petrolero                  | 22  | 26 | 7  | 8 | 11 | 41 | 54 | -13 |
| 11º | Real Santa Cruz            | 18  | 26 | 6  | 6 | 14 | 30 | 48 | -18 |
| 12º | Deportivo Municipal        | 17  | 26 | 5  | 7 | 14 | 27 | 58 | -31 |
| 13º | ii) 1.º de Mayo            | 10  | 26 | 1  | 8 | 17 | 23 | 67 | -44 |
| 14º | ii)Independiente Petrolero | 10  | 26 | 3  | 4 | 19 | 19 | 71 | -52 |

Pts = Puntos; PJ = Partidos Jugados; G = Partidos Ganados; E = Partidos Empatados; P = Partidos Perdidos; GF = Goles Anotados; GC = Goles Recibidos; Dif = Diferencia de gol
|  | Ganador de la Primera Fase, clasificado a los cuadrangulares de la segunda fase y Subcampeón Nacional 1983. |
|  | Clasificados a los Cuadrangulares de la Segunda Fase.                                                       |
|  | Equipos que enfrentarán el Descenso indirecto.                                                              |
|  | ii) Comprometidos con el Descenso Directo.                                                                  |

i)Al empatar en puntos tuvieron que definir el segundo lugar en un partido extra.
ii)Al empatar en puntos tuvieron que definir el descenso en un partido extra (véase sistema de descenso)

### Partido de desempate por el Segundo Lugar
| 9 de octubre de 1983, 15:30 (UTC-4) | Bolívar                                         | 4:3 (4:0) | The Strongest               | Estadio Hernando Siles, La Paz |                          |
|                                     | Salinas 11' · H. Baldessari 16' 36' · Silva 31' |           | 76' 84' Ayaviri · 88' Mezza | Árbitro(s): Óscar Ortubé       | Árbitro(s): Óscar Ortubé |

Bolívar es el segundo para cualquier caso como el orden para la clasificación a los cuadrangulares y en caso de que Blooming sea campeón para poder disputar el subcampeonato. 

## Segunda fase

### Cuadrangulares de Grupo (Resultados)

#### Grupo A
| Pos | Equipo          | Pts | PJ | G | E | P | GF | GC | Dif |
| --- | --------------- | --- | -- | - | - | - | -- | -- | --- |
| 1º  | The Strongest   | 8   | 6  | 3 | 2 | 1 | 10 | 8  | 2   |
| 2º  | Blooming        | 7   | 6  | 3 | 1 | 2 | 12 | 6  | 6   |
| 3º  | San José        | 6   | 6  | 2 | 2 | 2 | 7  | 10 | -3  |
| 4º  | Chaco Petrolero | 3   | 6  | 1 | 1 | 4 | 7  | 12 | -5  |

|  | Clasificados a las Semifinales. |

#### Grupo B
| Pos | Equipo            | Pts | PJ | G | E | P | GF | GC | Dif |
| --- | ----------------- | --- | -- | - | - | - | -- | -- | --- |
| 1º  | Oriente Petrolero | 8   | 6  | 3 | 2 | 1 | 9  | 4  | 5   |
| 2º  | Bolívar           | 8   | 6  | 3 | 2 | 1 | 12 | 10 | 2   |
| 3º  | Guabirá           | 7   | 6  | 1 | 5 | 0 | 7  | 5  | 2   |
| 4º  | Aurora            | 1   | 6  | 0 | 1 | 5 | 13 | 22 | -9  |

|  | Clasificados a las Semifinales. |

## Semifinales
Las semifinales se jugaron entre el primero del grupo B: Oriente Petrolero, con el segundo del grupo A: Blooming, y entre el primero del grupo A: The Strongest con el segundo del grupo B: Bolivar. Se jugarían dos partidos "Ida y Vuelta" y en caso de empate en puntos y diferencia de goles, se realizaría un tercer partido. 

### Primera Semifinal
| 4 de diciembre de 1983, 17:00 (UTC-4) | Oriente Petrolero | 0:0 | Blooming | Estadio Ramón Tahuichi Aguilera, Santa Cruz de la Sierra |  |
|                                       |                   |     |          | Árbitro(s): Luis Barrancos                               |  |

| 8 de diciembre de 1983, 20:30 (UTC-4) | Blooming | 0:1(0:1) | Oriente Petrolero | Estadio Ramón Tahuichi Aguilera, Santa Cruz de la Sierra |                             |
|                                       |          |          | Ramírez 24'       | Árbitro(s): Jorge Antequera                              | Árbitro(s): Jorge Antequera |

### Segunda Semifinal
| 4 de diciembre de 1983, 15:30 (UTC-4) | The Strongest | 0:1 (0:0) | Bolívar     | Estadio Hernando Siles, La Paz |                          |
|                                       |               |           | 63' Salinas | Árbitro(s): Oscar Ortubé       | Árbitro(s): Oscar Ortubé |

| 8 de diciembre de 1983, 20:00 (UTC-4) | Bolívar                                                 | 3:3 (0:1) | The Strongest                           | Estadio Hernando Siles, La Paz |                         |
|                                       | Erwin Romero 48' · H. Baldessari 61' · Carlos Borja 66' |           | 32' Acosta · 78' Ayaviri · 83' Zambrana | Árbitro(s): Jorge Pabón        | Árbitro(s): Jorge Pabón |

| Bolívar | Clasificado a la Final. |

## Final
La final del campeonato ligero de 1983 se jugaría entre Bolívar y Oriente Petrolero con dos partidos "ida y vuelta" y uno más que fue necesario en cancha neutral.
| 11 de diciembre de 1983, 16:00 (UTC-4) | Bolívar                    | 2:1 (1:0) | Oriente Petrolero | Estadio Hernando Siles, La Paz |                          |
|                                        | Baldessari 17' · Silva 59' |           | 64' García        | Árbitro(s): Óscar Ortubé       | Árbitro(s): Óscar Ortubé |

| 18 de diciembre de 1983, 17:00 (UTC-4) | Oriente Petrolero                    | 5:1 (2:0) | Bolívar        | Estadio Ramón Tahuichi Aguilera, Santa Cruz de la Sierra |                             |
|                                        | Ramírez 26' 90' · García 41' 67' 73' |           | 82' Baldessari | Árbitro(s): Jorge Antequera                              | Árbitro(s): Jorge Antequera |

| 21 de diciembre de 1983, 20:00 (UTC-4) | Bolívar               | 2:1 (1:0) | Oriente Petrolero | Estadio Félix Capriles, Cochabamba |                            |
|                                        | Borja 17' · Silva 61' |           | 86' Ávila         | Árbitro(s): Luis Barrancos         | Árbitro(s): Luis Barrancos |

## Campeón
Bolívar tras ganar la final del año se consagró Campeón de la Temporada, obteniendo su 3° título liguero y 9° de la era profesional.
|                                                                     |
| LFPB 1983 Bolívar 3.o Título Liguero 9.o Título de Primera División |

Recordar que Blooming al ganar la primera fase se coronó como Subcampeón Nacional al no poder llegar a la final del campeonato.

## Sistema de Descenso
Los últimos cuatro equipos de la primera fase se vieron afectados con el sistema de descenso de la temporada. Al empatar en puntos 1.º de Mayo e Independiente Petrolero tuvieron que jugar un partido extra para definir al equipo que descendería directamente, que sería el que pierda, mientras el ganador jugaría el descenso indirecto con el campeón de la asociación departamental correspondiente, a saber: Magisterio Rural campeón de la ACHF de 1983 y Wilstermann Cooperativas como campeón de la AFP de 1983. Los otros equipos, Real Santa Cruz y Municipal de La Paz, deberían jugar contra los campeones correspondientes de sus asociaciones, a saber: Ferroviario como campeón de la ACF 1983 y Deportivo Litoral como campeón de la AFLP 1983. 
Lamentablemente la Liga, ante denuncia de Real Santa Cruz, suspendió el indirecto en Santa Cruz, debido a que la ACF habría incumplido con lo estipulado sobre la habilitación de jugadores para la realización de su campeonato, por lo que Real Santa Cruz permanecería en la Liga la siguiente gestión.   

### Partido de desempate
| 13 de octubre de 1983, 20:00 (UTC-4) | 1º de mayo | 3:1 (1:0) | Independiente Petrolero | Estadio Félix Capriles, Cochabamba |  |
|                                      |            |           |                         | Árbitro(s): Luis Barrancos         |  |

1º de mayo jugará el indirecto contra Wilstermann Cooperativas
|  | Descenso Directo: Independiente Petrolero. Reemplazado por Magisterio Rural (Campeón de la ACHF de 1983) |

### Serie Ascenso - Descenso Indirecto
Fechas: 30 de octubre y 6 de noviembre en Potosí
| Club                     | Ida | Vuelta |
| ------------------------ | --- | ------ |
| 1º de Mayo               | 2   | 1      |
| Wilstermann Cooperativas | 1   | 1      |

|  | 1º de mayo permanece en 1.ª División. |

Fechas: 19 y 23 de noviembre en La Paz
| Club                | Ida | Vuelta |
| ------------------- | --- | ------ |
| Deportivo Municipal | 4   | 3      |
| Deportivo Litoral   | 0   | 0      |

|  | Deportivo Municipal permanece en 1.ª División. |

## Datos y estadísticas
- Se jugaron 215 partidos en este campeonato, que en realidad debió ser solo 213, pues se contó con los dos partidos extras de desempate. Cumpliendo a cabalidad este número a los 213 partidos que se promedia en este sistema de juego que se usó entre 1981 y 1984 con 14 equipos.
- Se marcaron 666 goles lo que da un promedio de 3,097 goles por partido, el más bajo de la primera parte de esa década.
- Blooming fue el equipo más certero, pues en 34 partidos que jugó marcó 88 goles (2,58 goles por partido) y el que menos goles recibió (28 goles).
- Los goleadores fueron Juan Carlos Sánchez de Blooming con 31 goles, Horacio Baldessari de Bolívar con 25 goles y Ovidio Mezza de The Strongest con 23 goles.
- El resultado más frecuente fue el uno a cero (32 veces) seguido de dos a uno (31 veces).
- En el campeonato hubo 70 penales de los que se convirtieron 58. Además hubo 80 expulsados.
- El mejor equipo numéricamente fue Bolívar pues sumó 56 puntos de un posible de 76, lo que genera un 73,68% de efectividad. Seguido por Blooming que hizo 50 puntos de 68 posibles lo que da un 73,52%.
- No hubo incidentes significativos durante la realización de este campeonato, ni de carácter interno ni externo. Nuevamente la interpretación que se hizo del reglamento para las semifinales sería tela de juicio, aunque en este campeonato y dado los resultados no hubo problemas. Finalmente lo más bochornoso fue la suspensión del descenso indirecto en Santa Cruz por una falta que el equipo campeón de la ACF de ese año, Ferroviario, no cometió. Pero al haberse mostrado la infracción en la que concurrieron otros equipos que participaron en la rueda final de ese campeonato la Liga decidió tomar esta drástica sanción.